# Reclesne
Reclesne is een gemeente in het Franse departement Saône-et-Loire (regio Bourgogne-Franche-Comté) en telt 315 inwoners (2004). De plaats maakt deel uit van het arrondissement Autun.

## Geografie
De oppervlakte van Reclesne bedraagt 20,9 km², de bevolkingsdichtheid is 15,1 inwoners per km².
De onderstaande kaart toont de ligging van Reclesne met de belangrijkste infrastructuur en aangrenzende gemeenten.

## Demografie
Onderstaande figuur toont het verloop van het inwonertal (bron: INSEE-tellingen).